# 닫힌 사슬 운동
닫힌 사슬 운동(closed kinetic chain exercise 혹은 closed chain exercise, CKC)은 손이나 발이 고정되어 있는 상태로 하는 운동을 말한다. 손발은 땅이나 머신 바닥과 같은 움직이지 않는 표면과 계속 접촉되어 있다. 반대는 열린 사슬 운동(open kinetic chain exercise, OKC)이 있다.
닫힌 사슬 운동은 압축력(compressive force)을 끌어내는 복합운동(compound movement)이 대부분이지만, 열린 사슬 운동은 전단력(shearing force)을 주로 유발하는 고립운동(isolation movement) 성향이 강하다.
닫힌 사슬 운동은, 열린 사슬 운동처럼 하나의 근육이나 관절에만 집중하는 단관절운동(single-joint movement)과 달리, 하나 이상의 근육군이나 관절을 동시에 운동하는 것이다. 때문에 닫힌 사슬 운동은 보다 실용적이고 체력을 요하는 활동에 주로 보인다.

## 특성
닫힌 사슬 운동에 속하는 운동들은 대개 중량부하운동(weight bearing exercise)이며, 체중이나 외부중량(external weight)을 사용한다.

## 닫힌 사슬 상체 운동
푸쉬업(push-up) 및 그 파생 운동인 물구나무서기(handstand), 풀업(pull-up) 혹은 친업(chin-up),  수파인 로우(supine row)와 딥스(dips) 등이 있다. 이러한 운동들은 각도와 레버리지를 다양하게 하여 안정화시킨 상태에서 상완삼두근(Triceps brachii muscle), 상완이두근(Biceps brachii muscle), 삼각근(deltoid muscle), 대흉근(Pectoralis major muscle), 광배근(Latissimus dorsi muscle), 복근(abdominals) 그리고 등 하부(lower back)를 동시수축(co-contraction)하는 것에 집중한다.

## 닫힌 사슬 하체 운동
스쿼트(squat), 데드리프트(deadlift), 런지(lunge), 파워 클린(power clean)이 있다. 이런 운동들은 고사두근(quadriceps), 햄스트링(hamstring), 고관절 굴곡근(hip flexor), 가자미근(soleus), 비장근(gastrocnemius)의 동시수축에 집중한다. 운동 관절로는 무릎, 엉덩이, 발목이 있다.